# Billings (Missouri)
Billings is een plaats (city) in de Amerikaanse staat Missouri, en valt bestuurlijk gezien onder Christian County.

## Demografie
Bij de volkstelling in 2000 werd het aantal inwoners vastgesteld op 1091.
In 2006 is het aantal inwoners door het United States Census Bureau geschat op 1127, een stijging van 36 (3,3%).

## Geografie
Volgens het United States Census Bureau beslaat de plaats een oppervlakte van
2,0 km², geheel bestaande uit land. Billings ligt op ongeveer 417 m boven zeeniveau.

## Plaatsen in de nabije omgeving
De onderstaande figuur toont nabijgelegen plaatsen in een straal van 16 km rond Billings.